# SS-Unterführerschule Dachau
De SS-Unterführerschule Dachau (vrij vertaald: SS-onderofficiersschool Dachau) was een opleidingscentrum voor de SS, die tussen april 1936 en juli 1937 op het terrein van het trainingskamp Dachau lag en waar de "Unterführers" (onderofficieren) voor de SS-Totenkopfverbände opgeleid werden. 
De SS-Totenkopfverbände van de SS, waren al sinds hun oprichting verantwoordelijk voor de bewaking in de concentratiekampen. Het concentratiekamp Dachau, onder het commando van Theodor Eicke, speelde daarbij een belangrijke rol als opleidingscentrum. Het SS-personeel was in een SS-kazerne onder gebracht, deze bevond zich op het terrein van het opleidingscentrum Dachau.
In het voorjaar 1936 werd de SS-Totenkopfverbände gereorganiseerd, en ingericht als "SS-Unterführerschule Dachau", om in het bijzonder aandacht te schenken aan de militaire training van hun eigen onderofficieren. De Totenkopfverbände Eicke wilde zich van de SS-Verfügungstruppe en hun faciliteiten afbakenen, daarom noemde de Unterführerschule Dachau zich bewust niet "Junkerschule".
De staf van de onderofficiers school was zelf in het stafgebouw van de SS-Totenkopfverbände ondergebracht, en omvatte 79 personeelsleden. In juli 1937 werd de school ontbonden, en in de SS-Junkerschule in Bad Tölz geïntegreerd. De SS-Unterführerschule Dachau diende als voorbeeld voor de nog in 1940/41 op te richten Unterführerschulen der Waffen-SS Lauenburg (Pommeren) en Radolfzell (15 februari 1941 – 2 mei 1945). Het opleidingscentrum  in Dachau bleef daarna ook nog een belangrijke standaard voor de opleiding van toekomstige wachtpersoneel voor de concentratiekampen.

## Docent
- Hellmuth Becker: SS-Brigadeführer en Generalmajor der Waffen-SS en in Russisch krijgsgevangenkamp 377 geëxecuteerd[4].

## Afgestudeerde
- Max Pauly: Obersturmbannführer en kampcommandant Neuengamme[5].